# Parafia św. Henryka w Pietwałdzie
Parafia Świętego Henryka w Pietwałdzie – parafia rzymskokatolicka znajdująca się w Pietwałdzie w kraju morawsko-śląskim w Czechach. Należy do dekanatu Karwina diecezji ostrawsko-opawskiej.

## Historia
Parafia powstała w XIV lub w pierwszej połowie XV wieku. Została wymieniona w spisie świętopietrza, sporządzonym przez archidiakona opolskiego Mikołaja Wolffa w 1447 roku, pośród innych parafii archiprezbiteratu (dekanatu) w Cieszynie, pod nazwą Petirswalde. Na podstawie wysokości opłaty w owym sprawozdaniu liczbę ówczesnych parafian (we wszystkich podległych wioskach) oszacowano na 150.
W okresie Reformacji kościół został przejęty przez ewangelików. 26 marca 1654 roku został im odebrany przez specjalną komisję. Wówczas parafia katolicka nie została wznowiona. W połowie XIX wieku stanowiła lokalię parafii w Szynowie.
Po wojnach śląskich i oddzieleniu granicą od diecezjalnego Wrocławia, będącego w odtąd w Królestwie Prus, do zarządzania pozostałymi w Monarchii Habsburgów parafiami powołano w 1770 roku Wikariat generalny austriackiej części diecezji wrocławskiej. Po I wojnie światowej i polsko-czechosłowackim konflikcie granicznym Pietwałd znalazł się w granicach Czechosłowacji, wciąż jednak podległy był diecezji wrocławskiej, pod zarządem specjalnie do tego powołanej instytucji zwanej: Knížebiskupský komisariát niský a těšínský. W 1928 roku parafia została przepisana do nowo utworzonego dekanatu śląsko-ostrawskiego, a kiedy Polska dokonała aneksji tzw. Zaolzia w październiku 1938 roku parafię jako jedną z 29 włączono do diecezji katowickiej, a 1 stycznia 1940 roku z powrotem do diecezji wrocławskiej. Wówczas też parafia przejęta została przez dekanat karwiński. W 1947 roku obszar ten wyjęto ostatecznie spod władzy biskupów wrocławskich i utworzono Apostolską Administraturę w Czeskim Cieszynie, podległą Watykanowi. W 1978 roku obszar Administratury podporządkowany został archidiecezji ołomunieckiej. W 1996 wydzielono z archidiecezji ołomunieckiej nową diecezję ostrawsko-opawską.